# Bazilika sv. Aleksandra in Teodorja, Ottobeuren
Bazilika sv. Aleksandra in Teodorja je cerkev zgornje-švabske opatije Ottobeuren v okrožju Unterallgäu. Cerkev nekdanje cesarske opatije je eden od vrhuncev Zgornješvabske baročne ceste zaradi poznobaročne notranjosti. Za razliko od mnogih drugih cerkva, sv. Aleksander in Teodor ni obrnjena vzhod-zahod, ampak je usmerjena na jug. Od leta 1804 je pripadla cerkvi Bavarske, leta 1926 ji je papež Pij XI. podelil častni naziv Basilica minor. Cerkev je posvečena svetnikoma Aleksandru Rimskemu, član Legio Thebaica in Teodorju iz Amaseje.
Bazilika je postala znana predvsem z Ottobeurer Konzerte, od katerih je nekatere prenašala tudi  televizija. Romanja so bila nekoč pomemben vir dohodka za benediktince, danes pa niso več pomembna.
Cerkev stoji na rahli vzpetini zahodno od zgornješvabskega trga Ottobeuren. 

## Zgodovina
Prva cerkev je morala biti zgrajena s samostanom, ustanovljenim leta 764. Leta 1089 je bila zgrajena nova stavba.  Že leta 1204 so zgradili še eno novo stavbo z Mihaelovim korom na zahodu. Pod njim je bila Uršulina kripta. Leta 1525 so samostan in cerkev oropali v nemški kmečki vojni. 1553 se je začela  obnova gotske cerkve. Najprej je bila porušena Uršulina kripta in Mihaelov kor, nadomestil ju je širši kor menihov. Takrat še vedno visok kor je dobil kripto. Osmerokotna konca obeh vzhodnih stolpov sta bila okronana s čebulasto kupolo. 21. septembra 1558 je bila odprta renesančna cerkev. V tridesetletni vojni so cerkev in samostan med letoma 1630 in 1635 večkrat uničili. Leta 1682 je bila načrtovana gradnja baročnega samostana, ki se je začel leta 1686 z baročno staro cerkvijo. Vendar je bila ta konverzija kmalu zatem prekinjena. Od leta 1711 je bil celoten samostanski kompleks porušen kos za kosom in nadomeščen z novo, baročno stavbo. Samostanska cerkev je bila zgrajena med letoma 1737 in 1766. Leta 1802 je bila cesarska opatija v času sekularizacije razpuščena, cerkev je postala last bavarskega volilnega kneza, kasneje bavarskega kraljestva. Nekaterim od takratnih 48 menihov je bilo dovoljeno nadaljevati samostansko življenje v Zgornjem Švabskem Ottobeurenu, kar je bilo mogoče le v težkih razmerah. Tako je samostanska cerkev še naprej obstajala kot taka. Od leta 1834/1835 sta se samostan in samostanska cerkev nadaljevala kot odvisna od benediktinske opatije Augsburg. 25. januarja 1926 je papež Pij XI. opatijsko cerkev z apostolskim pismom Refert ad Nos povišal v manjšo baziliko . Med letoma 1960 in 1964 je bila izvedena celovita notranja in zunanja prenova bazilike. Največja prenova cerkve se je začela leta 2004 in je bila končana leta 2010. Obnovili so tudi celotno podstrešje in stolpa cerkve.

## Zgodovina gradnje
Kot hišni arhitekt, je opat samostana, oče Krištof Vogt, pripravil prve načrte za novo cerkev v obliki kolegijske cerkve v Salzburgu leta 1711. Od leta 1720 je za gradnjo cerkve zaprosilo več arhitektov, najprej Donato Giuseppe Frisoni, Kaspar Radmiller in Andrea Maini, kasneje tudi pomembni kot Dominikus Zimmermann in Joseph Schmuzer. Toda samo Simpert Kramer je lahko prevzel njegove načrte iz leta 1736 in prevzel vodenje gradnje cerkve. Temeljil je na baziliki Weingarten, ki je bila odprta leta 1724. 27. septembra 1737 je opat Rupert II. položil temeljni kamen za današnjo cerkev. Po njegovi smrti je 20. oktobra 1740 njegov naslednik, opat Anselm Erb, gradnjo tudi zaupal Kramerju do leta 1744. Münchenski dvorni arhitekt Joseph Effner je moral načrte revidirati. Effner se je odločil končati kor. Zaradi njegove smrti leta 1745 se je vodenje gradnje spremenilo. Münchenski arhitekt Johann Michael Fischer je leta 1748 prevzel gradnjo od temeljev. V naslednjih petih letih je bila stara cerkev porušena in nastala je lupina današnje cerkve. Ogromno ostrešje je bilo postavljeno leta 1753 brez nezgode.
Ko se je prijavil za notranjost leta 1755, je Johann Michael Feuchtmayer zmagal proti svojemu bratrancu in konkurentu Josephu Antonu Feuchtmayerju. Tudi umetniška ekipa okoli Feuchtmayerja bi lahko dobila nagrado za notranje oblikovanje. Hkrati je bila zaprta prva pogodba s kiparjem in štukaterjem Johannom Josephom Christianom v zvezi s kornimi klopmi. Maja 1755 so bila zaključena zidarska dela na obokih. Hkrati so najverjetneje zaprli prve pogodbe s tirolskima slikarjema in freskantoma Johannom Jakobom Zeillerjem in Franzem Antonom Zeillerjem za obočna polja. Oba sta kasneje poslikala, deloma skupaj, obokana polja. Leto kasneje so se notranja dela začela s poslikavo obokov in izdelavo prvih štukaturnih skulptur. Leta 1758 je bila z J. M. Feuchtmayerjem podpisana druga pogodba za štukaturna dela. Leto kasneje so bile na fasadi končane kamnite skulpture. Pozlato je delal Johann Jakob Kleindorffer iz Mindelheima.
Oba stolpa sta bila dokončana leta 1760. Stolpni križ je pozlatil Martin Knoblauch iz Söflingena pri Ulmu. Istega leta so bile končane freske v glavnih obokih. Glavni oltar je bil izbran leta 1761, z njim se je začela oprema cerkvene notranjosti, ki je bila dokončana leta 1777. Dvoje kornih orgel je bilo dokončanih leta 1766. Za posvetitev cerkve je potekala osemdnevna proslava, ki se je začela 28. septembra 1766. S to otvoritvijo je samostan praznoval svojo 1000. obletnico, ki je bila zaradi nedokončane cerkve odložena za dve leti. Leta 1767 je umrl graditelj opat Anselm Erb. Na pohištvo so bile večkrat izvedene manjše spremembe, vendar je večina predmetov iz obdobja gradnje. Leta 2004 se je začela obsežna prenova ostrešja.

## Opis stavbe in oprema

### Zunanjost
Zunanjost cerkve je razdeljena z dvema 82 metrov visokima čebulastima kupolama, ki sojita na severnem vhodnem portalu. Za stolpoma je skrita 30-metrska severna glavna ladja s stranskimi kapelami. Temu sledi transept, ki je širok približno 27 metrov in sega 27 metrov navzven, preden se zunanja širina potopi nazaj v širino ladje in po približno 41 metrih konča v drugih samostanskih zgradbah.
Vhodni portal je oblikovan v obliki polmeseca in je oblikovan v tripartitni širini in višini. Na sredini spodnjega dela je velik glavni portal, levo in desno od vsakega manjša vhodna vrata. V srednjem delu tri velika okna razdelijo severno fasado. Nad glavnim portalom so Haus Gottes und Himmels Porten, nad njo je eno od treh oken. Nad oknom je kip nadangela Mihaela. Poleg tega je v zgornjem delu sv. Benedikt postavljen v opečno nišo na zatrepu glavnega portala. Na koncu nagnjene strehe spremljajo dva lika, ki predstavljata mučenike Aleksandra in Teodorja. Strešni greben je okrogle oblike, na katero je na sredini pritrjen pozlačen trikotnik z očesom. Nad manjšimi stranskimi portali je zapisana beseda Heilig.

### Notranjost
Notranjost je opremljena poznobaročno. Razdeljena je na preddverje, glavno in vzhodno in zahodno stransko ladjo, zahodnim in vzhodnim transept ter kor.

#### Preddverje
V preddverje cerkve vodijo trije vhodi. Strop vhodnega prostora je podlaga galerije za Marijine orgle, razdeljen na tri oboke, od katerih je vsaka poslikan s fresko. Srednji je največji od treh. Prikazuje Izgon menjalcev denarja in trgovcev iz templja in ima trapezno obliko. Srednja freska je centralno postavljena v križnem oboku, rob je okrašen z zlatim okvirjem in štukaturo.  Zahodna stropna freska je hruškaste oblike in prikazuje Daritev revne vdove, vzhodna je tudi uokvirjena in kaže Prispodobo farizejev in davkarjev . Obe stranski freski sta okrašeni z zlatom in štukaturo. Leta 1792 skovana klasicistična vhodna rešetka ločuje glavni prostor od predprostora. Na stebrih so kovane in pozlačene posode s cvetličnim dekorjem. V galerijah sta vidna dva grba. Levo je grb papeža Pija XI., desni je papež Benedikt XVI. 

#### Glavna ladja
Ladja ima dolžino 89 metrov, višino 36 metrov in ima na vsaki strani 10 marmornih stebrov, ki ločijo glavno ladjo od stranskih. V križišču je oltar, posvečen svetniku v vsakem od štirih vogalov. Strop je razdeljen na tri velike kupole.
Skozi vhodna rešetko preddverja vstopamo v severni del ladje. Zgornja galerija je podprta z dvema marmornima stebroma, ki segata skozi atlanta in podpirata emporo. Na obeh straneh sten stolpa je majhen balkon in del prospekta Marijinih orgel. Nad emporo je velika freska za 1000. obletnico opatije. Laične klopi se začnejo skoraj neposredno na začetku glavne ladje. Na levi in desni strani stebrov stranskih ladij so table namenjene miru v prostoru cerkve. Na tleh po sredini so nagrobne plošče nekaterih opatov Ottobeurena.
V srednjem delu ladje prevladuje velika stropna freska. Kaže slavo sv. Benedikta in njegov red. [5] Na štirih vogalih se na stebre prilegajo majhne kotne freske. Spodaj so štukature. Na severovzhodnem vogalu freska prikazuje Benedikta z donatorji.
Za južni del ladje preko križišča so značilni štirje oltarji.

#### Vzhodna stranska ladja
Predira jo vzhodni transept. Severni del je enonadstropen, po prehodu je dvonadstropen.
Severni del vzhodne ladje ima dva stranska oltarja.
Južni del vzhodne ladje je zaprt za javnost. Razdeljen je na dva dela, pritličje se uporablja kot zakristija. V prvem nadstropju so orgle Svetega Duha.

#### Zahodna stranska ladja
Tako kot vzhodno ladjo tudi zahodno predira transept.
Severni del se uporablja za dva stranska oltarja.
Južni del je dvonadstropen in razdeljen z obokanim stropom. V spodnjem delu je javni prehod iz cerkve do samostanske stavbe. Prvo nadstropje zavzemajo orgle Svete trojice.

#### Vzhodni transept
Vzhodni transept je dolg 58 metrov in širok 18 metrov. Oltar na vzhodni fronti je posvečen zavetnikom cerkve svetima Aleksandru in Teodorju ter sv. Boštjanu. V osrednji niši pod oltarno sliko je bila postavljena romarska slika Unsere Liebe Frau von Eldern, majhen kip sedeče Matere božje in otroka; to je bilo leta 1803prineseno iz ukinjenega samostana Eldern in je leta 1841 po obnovi samostana Ottobeuren v samostanski cerkvi našel svoje mesto. Danes je še vedno cilj romanja. Po sliki je vzhodni transept znan tudi kot Eldernska kapela in oltar, znan tudi kot Eldernski oltar.

#### Zahodni transept
Zahodni transept je dolg 58 metrov in širok 18 metrov. Oltar na zahodni fronti je oltar Device Marije.

#### Kor
Korni prostor določa visok oltar. Ob straneh so korne klopi, opatov stol in prospekt kornih orgel.

## Orgle
Samostanska cerkev ima skupaj tri orgle. Dve manjši, orgle Svetega Duha in orgle Svete trojice, izvirajo iz leta 1766 in so skoraj v celoti izvirne. Velike Marijine orgle so bile v Ottobeurenu zgrajene šele med letoma 1955 do 1957.

## Zvonovi
Prvi zvonovi so omenjeni leta 1439. Ulili so velik in majhen zvon Hosannaglocke. Leta 1577 so v livarni Biberach Joachim Vohner I. kupili še dva zvonca. Ta dva še vedno obstajata. Elfuhrglocke je zdaj obešen v vzhodnem stolpu, drugi je bil prodan leta 1948 v župnijo Lamerdingen. Naslednje zvonove so leta 1784 kupili v livarni Johanna Georga Ernsta v Memmingenu. Lahko bi delovala v omenjeni Antlaßglocke leta 1864.  Velik Hosannaglocke so leta 1902 prodali bavarski cerkvi Wald v švicarskem kantonu Appenzell Ausserrhoden, kjer so jih leta 1902 pretopili v nov zvon. Do leta 1864 so Ottobeurenove zvonove sestavljali le trije zvonovi. Leta 1864 so za 1100 obletnico samostana kupili tri zvonce iz memmingeške livarne Johanna Hermana. Dva manjša so med prvo svetovno vojno pretopili. Leta 1929 so tri nove zvonove kupili v livarni Lauinger Radler. Do druge svetovne vojne sta v zahodnem stolpu visela zvonova Hoasanna in Preciosa, na vzhodnem stolpu pa mali Hosanna, Elfuhrglocke, Zwölfuhrglocke, Marienglocke in benediktinski zvonček. Med drugo svetovno vojno so morali predati vse zvonove, razen benediktinskega. Štirje so bili stopljeni, drugi so bili shranjeni v zvoniku v Hamburgu. Po drugi svetovni vojni so bili kupljeni novi zvonovi. Danes jih je sedem in so obešeni v obeh stolpih in so najgloblji zvonovi na Bavarskem. 

## Uporaba
Cerkev je danes glavna cerkev dekanata Ottobeuren. Maše potekajo vsak dan. Cerkev je tudi koncertna dvorana za koncerte Ottobeurera.